# Mardocheo
Mardocheo o Mordecai (in ebraico מרדכי‎?) è un personaggio biblico di cui si parla nel Libro di Ester.

## Il nome
Mardocheo è il figlio di Giairo della tribù di Beniamino, una delle due tribù che costituirono il Regno di Giuda prima della sua distruzione da parte dei babilonesi e le deportazioni dell'élite del regno nelle province dell'Impero persiano.

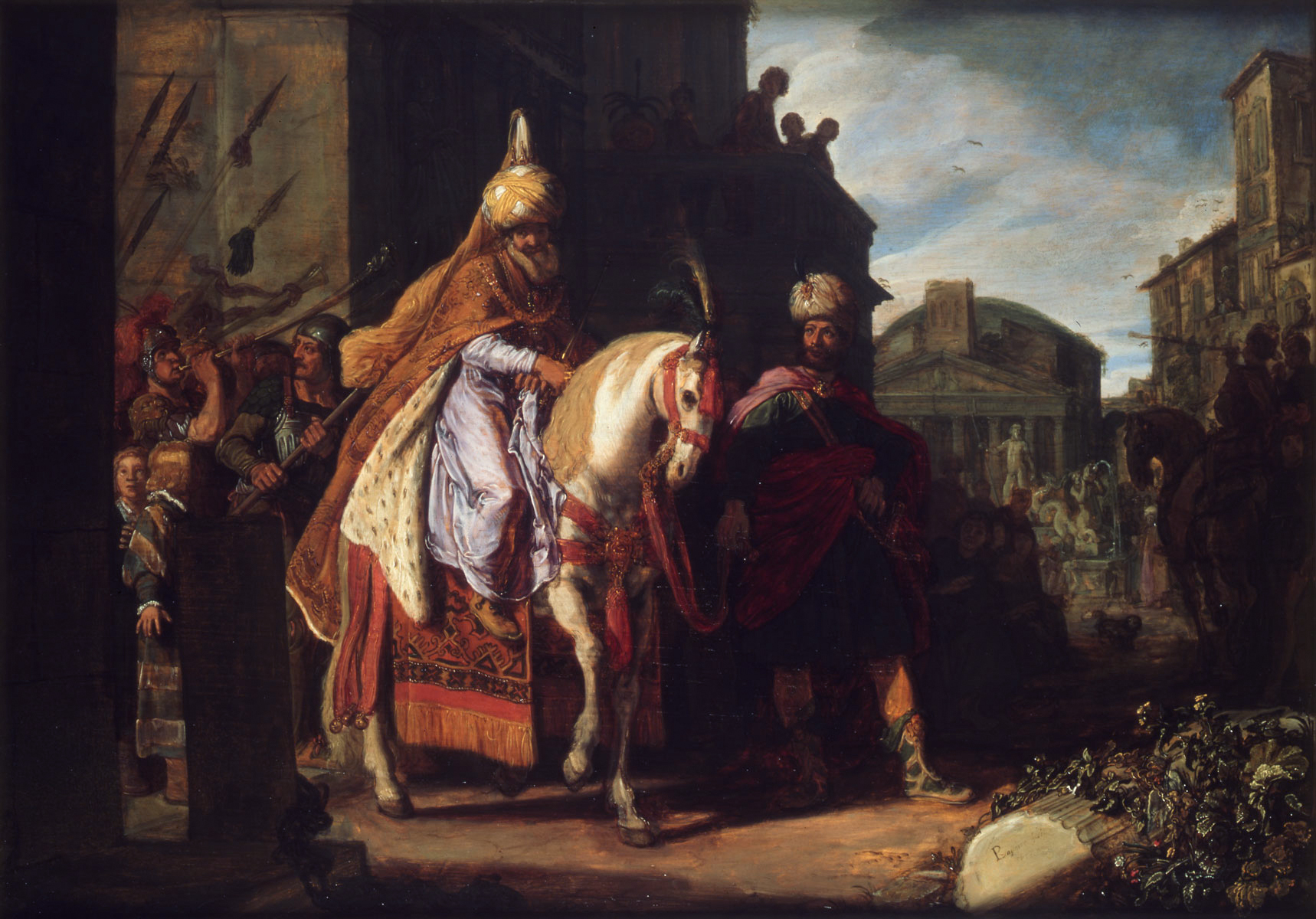
Il trionfo di Mardocheo in un dipinto di Pieter Lastman (1583-1633)

L'origine del nome Mardocheo è incerta. Sembra che significhi, in aramaico, "servitore di Marduk", dove Marduk è il nome di un dio babilonese. Questi è generalmente descritto sia come dio creatore nella mitologia babilonese (e questo renderebbe Mardocheo un "servitore di Dio") sia come un dio della guerra (e allora "servitore di Marduk" potrebbe significare "guerriero"). Ciò non è inverosimile, giacché più volte nel libro di Daniele si fa menzione di giudei esiliati che hanno ricevuto dei nomi che si riferiscono a divinità babilonesi.
D'altra parte nel libro di Esdra 2,2 il nome di Mardocheo è seguito da Bilsan: nome che può essere inteso come il suo originario ebraico.
Nel Dizionario Biblico Hitchcock sono state offerte altre interpretazioni del nome Mardocheo supponendovi un'origine persiana: "piccolo uomo", "penitenza", "amarezza", ecc.
Mardocheo è il primo personaggio della Bibbia ad essere qualificato come "Yehoudi", che si traduce con giudeo.

## Racconto biblico
La genealogia indicata dal Libro di Ester 2,5-6 indica che Mardocheo appartiene alla quarta generazione dei giudei dopo l'esilio forzato degli abitanti del Regno di Giuda sotto Nabucodonosor. Alcuni hanno interpretato il passo biblico come se Mardocheo stesso fosse della generazione dei deportati.
Nella descrizione biblica, Mardocheo abita nella città di Susa in Persia con sua cugina, orfana, Ester, ch'egli ha accolto ed allevato come sua propria figlia. Quando il re Assuero fa cacciare dalla sua corte la regina Vashti per aver rifiutato di presentarsi al suo cospetto, si scatena una ricerca forsennata e violenta di giovani vergini da portare a palazzo con lo scopo di trovare la nuova regina. Ester entra così nell'harem del re Assuero e diventa regina. Mardocheo occupa un posto a palazzo che gli permette di essere vicino al re ed alla sua corte. Egli scopre così un complotto di eunuchi contro la persona del re. Egli lo rivela al sovrano e questo servizio reso da Mardocheo è annotato nei registri reali.
Mardocheo è inoltre in conflitto con Aman, il ministro del re, il quale non può sopportare che Mardocheo sia il solo personaggio della corte a non prostrarsi davanti al re (il giudaismo, infatti, permette di prostrarsi solamente davanti a Dio).
Amàn prepara un decreto per far uccidere nell'Impero persiano tutti gli esiliati di origine giudaica. L'esecuzione di questo decreto è pianificata con la scelta di una data di esecuzione. Mardocheo ed Ester influenzano il re perché permetta ai giudei di difendersi. Il piano di sterminio si ritorce contro quelli che lo avevano organizzato: Amàn viene ucciso con i suoi figli, ed i giudei sono salvati.
Il giorno anniversario in cui la sorte è ritornata favorevole ai giudei è celebrata con una festa detta di Purim.

## Status di profeta
Il Talmud elenca sia Mardocheo sia Ester in qualità di profeti; affermando che Mardocheo profetizzò nel secondo anno del regno di re Dario.